# Liceo Tommaso Gulli
Liceo Tommaso Gulli je srednja šola za glasbo, jezikoslovje in humanistiko v kraju Reggio di Calabria. Odprli so ga v začetku dvajsetega stoletja ali natančneje - 1911. Po mnenju strokovnjakov ima Tommaso Gulli enega najprestižnejših programov za evropske in svetovne srednje šole.